# 賀島政延
賀島 政延（かしま まさのぶ、寛政10年（1798年） - 慶応2年7月29日（1866年9月7日））は、徳島藩家老賀島家11代当主。
父は徳島藩家老賀島政徳。正室は長谷川利根の娘。子は賀島政綽、賀島政範。幼名は磯之丞。通称は長門、出雲。

## 経歴
寛政10年（1798年）、徳島藩家老賀島政徳の長男として生まれる。文化9年（1812年）、父の死去により家督と知行1万石を相続する。文政2年（1819年）、江戸詰めとなる。文政3年（1820年）、仕置家老を拝命する。天保12年（1841年）、上郡一揆の責めを負い仕置を辞任する。天保14年（1843年）、藩主蜂須賀斉裕の家督相続御礼言上の際に、江戸城に登城して将軍徳川家慶に拝謁する。弘化3年（1846年）、再び仕置家老となる。同年、領内富岡に郷校暇修館が設立され、敷地を提供して領民の学問の興隆に協力した。安政4年（1857年）、病により仕置家老を辞任する。慶応2年（1866年）7月29日死去。享年69。